# Буденхайм
Буденхайм (нем. Budenheim) — община в Германии, в земле Рейнланд-Пфальц. 
Входит в состав района Майнц-Бинген. Подчиняется управлению Гемайнде Буденхайм.  Население составляет 8500 человек (на 31 декабря 2010 года). Занимает площадь 16,01 км².